# William Neil Eschmeyer
William Neil Eschmeyer, també conegut com a Bill Eschmeyer (11 de febrer de 1939) és un ictiòleg americà. És el fundador i desenvolupador de la base de dades i obra de referència Catàleg de Peixos (en anglès, Catalog of Fishes), conservat per l'Acadèmia de Califòrnia de Ciències i disponible tant en línia i com en la seva versió impresa.
És conservador Emeritus del departament d'Ictiologia de l'Acadèmia de Califòrnia de Ciències a San Francisco, Califòrnia, i investigador associat al Museu d'Història Natural de Florida, Gainesville, Florida.
La seva investigació s'ha centrat en la família de peixos Scorpaenidae i ha publicat nombrosos treballs sobre la seva taxonomia i sistemàtica.

## Obra
- Eschmeyer, W. N. Catalog of Fishes (en anglès).  Acadèmia de les Ciències de Califòrnia, 1998. ISBN 978-0-940228-47-4.